# Guglielmo III dei Paesi Bassi
Guglielmo III dei Paesi Bassi, nato Willem Alexander Paul Frederik Lodewijk (Bruxelles, 17 febbraio 1817 – Apeldoorn, 23 novembre 1890), fu re dei Paesi Bassi e granduca del Lussemburgo dalla morte del padre Guglielmo II nel 1849 fino alla sua morte nel 1890. È stato l'ultimo sovrano maschio dei Paesi Bassi fino al 30 aprile 2013, quando Guglielmo Alessandro è stato incoronato re.

## Biografia

### Giovinezza

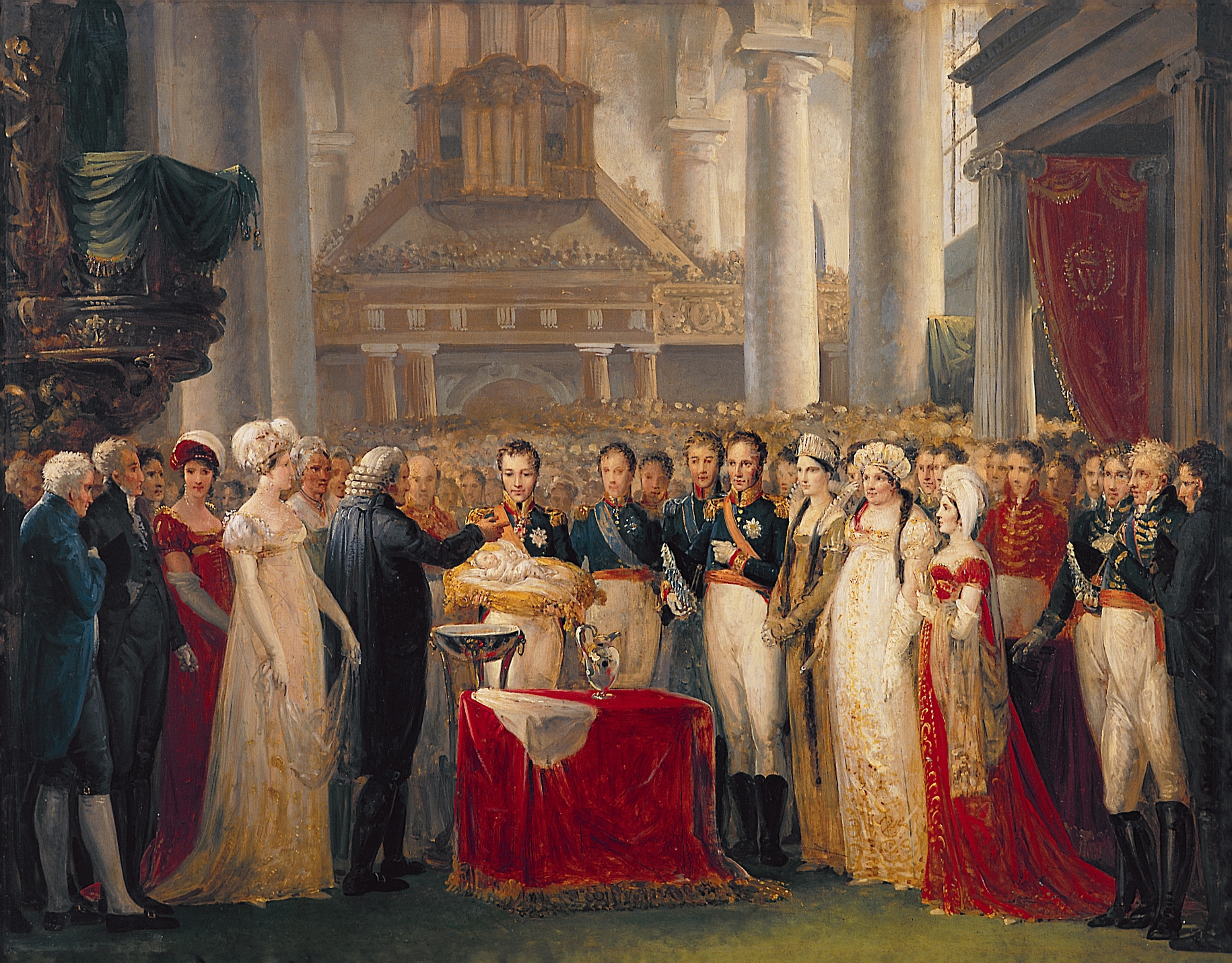
Battesimo di Guglielmo d'Orange.

Guglielmo nacque il 17 febbraio 1817 a Bruxelles, allora sotto la dominazione olandese facendo parte del Regno Unito dei Paesi Bassi, primogenito di Guglielmo II dei Paesi Bassi e della moglie, Anna Pavlovna Romanova; il Principe apparteneva alla Casa d'Orange-Nassau che governava la nazione olandese dal 1747, con Guglielmo IV, prima come Statolder delle Province Unite e poi quale Re dei Paesi Bassi dal 1815, quando Guglielmo I ascese al trono olandese. Discendeva inoltre dalla dinastia imperiale russa, i Romanov, in quanto sua madre era la figlia dello Zar Paolo I, a sua volta unico figlio maschio di Caterina la Grande. Guglielmo, battezzato come Guglielmo Alessandro Paolo Federico Ludovico, aveva due fratelli, Alessandro ed Enrico, ed una sorella, Sofia dei Paesi Bassi.
Come i suoi fratelli, Guglielmo fu educato da precettori militari e fu inoltre introdotto nelle Forze armate: nel 1827, all'età di dieci anni, fu nominato dal nonno, re Guglielmo I, Colonnello onorario dell'Esercito reale olandese. Negli anni 1830s prestò servizio come Tenente del Reggimento dei Granatieri, per poi studiare presso l'Università di Leida, dove frequentò le facoltà di economia, studiando giurisprudenza statale ma senza conseguirne però alcuna laurea . Nel 1834, in occasione di una visita allo Zar Nicola I, suo zio materno, Guglielmo fu nominato Comandante onorario del Reggimento granatieri dell'Esercito Imperiale russo . Con l'abdicazione del nonno Guglielmo I, avvenuta nel 1840, il padre ascese al trono come Guglielmo II dei Paesi Bassi e così lo stesso principe Guglielmo divenne l'erede al trono, assumendo il titolo di Principe d'Orange.

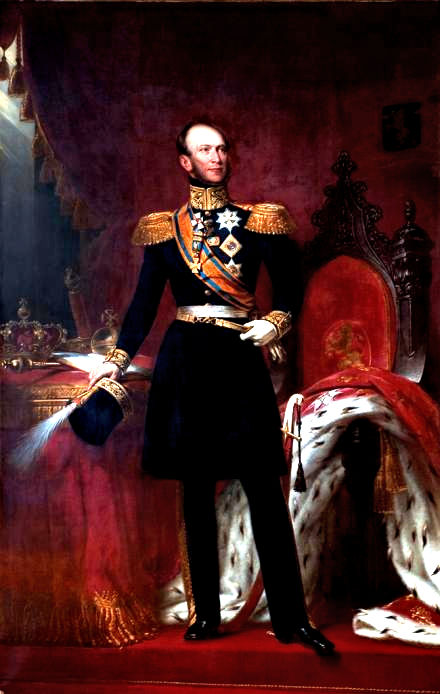
Guglielmo II dei Paesi Bassi.

I rapporti con suo padre, re Guglielmo II, non erano molto buoni; secondo il sovrano olandese, suo figlio sembrava aver ereditato parte della "follia" del nonno russo, lo zar Paolo I. Il Principe d'Orange, Guglielmo, verrà tenuto sempre fuori dagli affari di Stato dal padre .
Con i moti del 1848, il Principe d'Orange fu totalmente contrario alle riforme costituzionali introdotte dal padre Guglielmo II, come la costituzione che mano a mano istituiva una forma di governo parlamentare. Il padre, il Re, considerava tali cambiamenti fondamentali per la sopravvivenza della Monarchia, in tempi di cambiamento. Anche la moglie Sofia, che era una liberale, condivideva questa opinione. Lo stesso Guglielmo li considerava come limitazioni del potere reale e avrebbe preferito governare come un despota illuminato, sullo stile di suo nonno Guglielmo I. Per protestare contro l'emendamento costituzionale, partì per l'Inghilterra e valutò di abdicare alla successione al trono ma la madre lo convinse ad annullare questa azione. La costituzione olandese non prevedeva alcun modo per rinunciare al proprio diritto al trono . Quando Guglielmo ascenderà al trono l'anno successivo, nel 1849, consentirà a Johan Thorbecke, principale sostenitore della costituzione, di guidare un nuovo Governo .

### Ascesa al trono

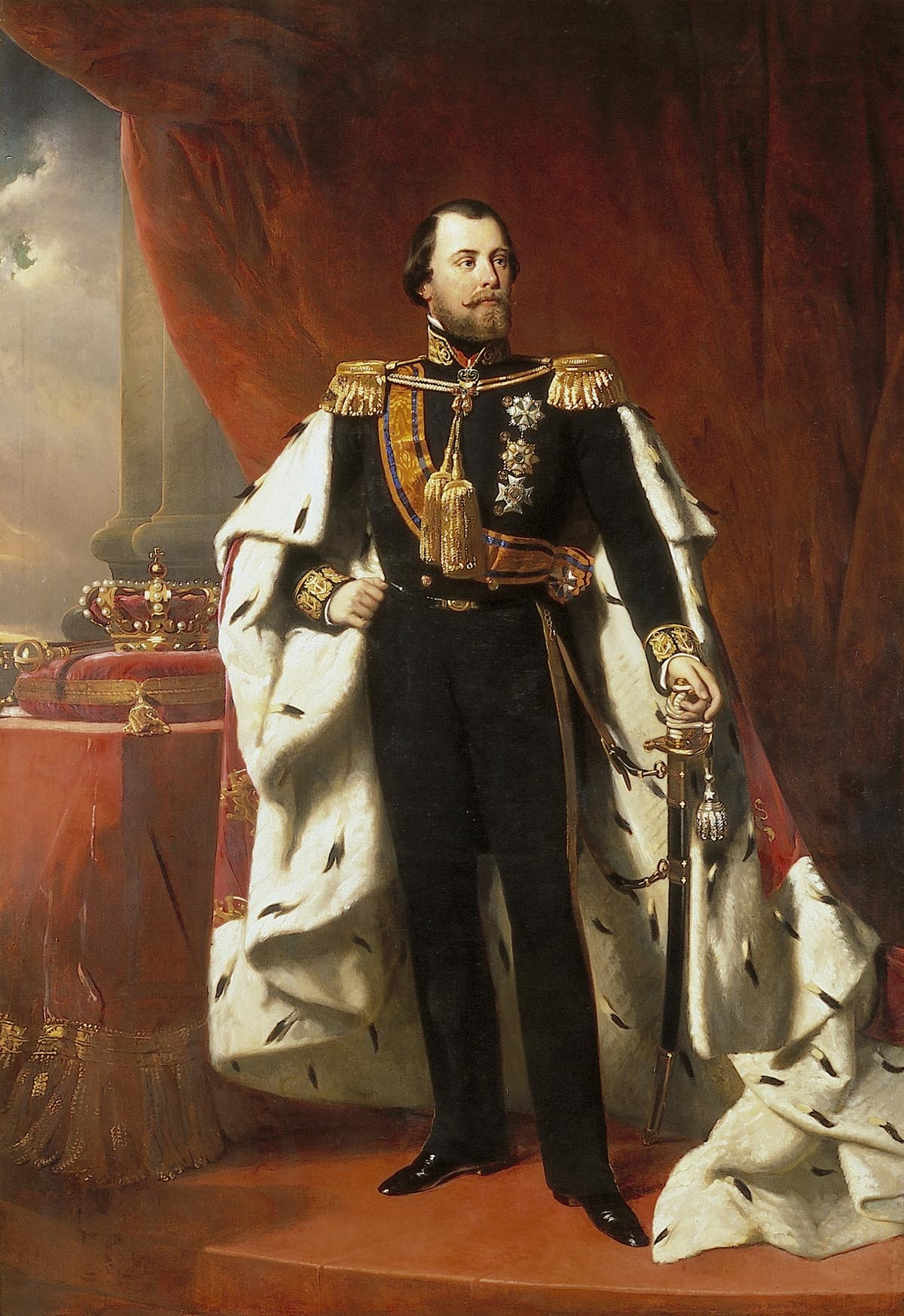
Re Guglielmo III dei Paesi Bassi.

Il 17 marzo 1849 il re Guglielmo II morì e così gli succedette il primogenito che ascese al trono come Guglielmo III dei Paesi Bassi; Quando il padre morì alcuni ministri si recarono a Londra per riportare in Olanda il neo sovrano, il quale però si trovava in Scozia a cacciare. Ritornato ad Amsterdam, la sua inaugurazione ebbe luogo il 12 maggio 1849 .

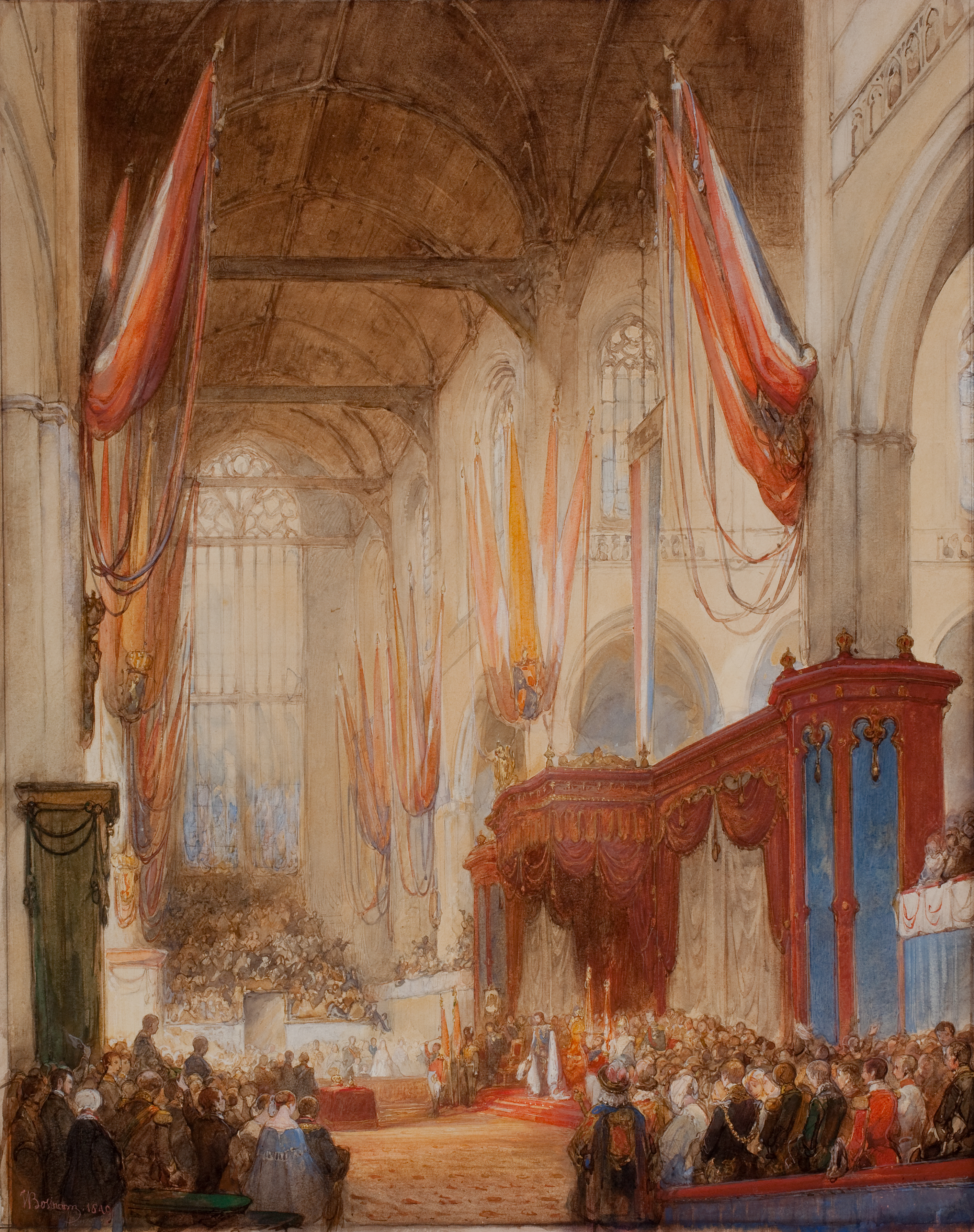
Inaugurazione di Guglielmo III.

A differenza del padre, il nuovo sovrano pose subito l'attenzione nel catturare le simpatie popolari, appoggiandosi sulla parte liberale in Parlamento. Guglielmo III nutriva un profondo risentimento nei confronti della Monarchia costituzionale. Egli conobbe Johan Rudolph Thorbecke quale come Capo del Governo, il quale introdusse nello stato importanti riforme e ristabilì nel 1853 la gerarchia cattolica dei vescovi, riforma che portò al "Movimenti di aprile"; la Costituzione stabiliva che nei Paesi Bassi ci fosse una separazione tra Chiesa e Stato. Ciò significava che il governo non aveva voce in capitolo nel desiderio dei cattolici di organizzarsi in diocesi. Thorbecke si dimise nel 1853 quando Guglielmo adottò, contro la volontà del governo, una posizione regalista nella disputa sul proposto ripristino di una gerarchia episcopale cattolica romana con l'Arcivescovo a Utrecht con il breve Ex qua die di papa Pio IX. Tuttavia, i rapporti di Guglielmo con i suoi governi rimasero tesi . Thorbecke tornerà poi al potere nove anni dopo, nel 1862 . Secondo un aneddoto, Thorbecke avrebbe portato sempre con sé sempre due penne ogni volta che Guglielmo III dovesse firmare qualcosa, una che il Re avrebbe potuto gettare via in preda all'ira e una con cui avrebbe potuto comunque firmare il documento in questione .

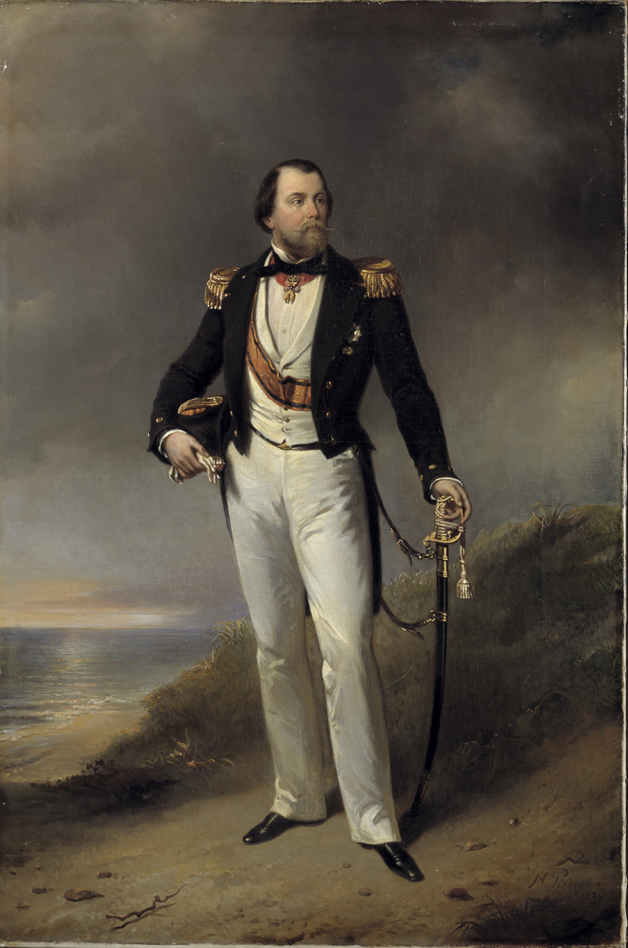
Guglielmo in divisa della marina.

Gli emendamenti costituzionali del governo Thorbecke, portarono Guglielmo III ad opporsi il più possibile a tale gabinetto, circolavano addirittura voci secondo cui il sovrano stesse progettando un colpo di Stato. Tuttavia, non si arriverà mai a tanto. Comunque il paese, ricco del suo commercio e delle sue colonie, con una situazione nazionale stabile ed estraneo alle grandi controversie internazionali del tempo, prosperò notevolmente .

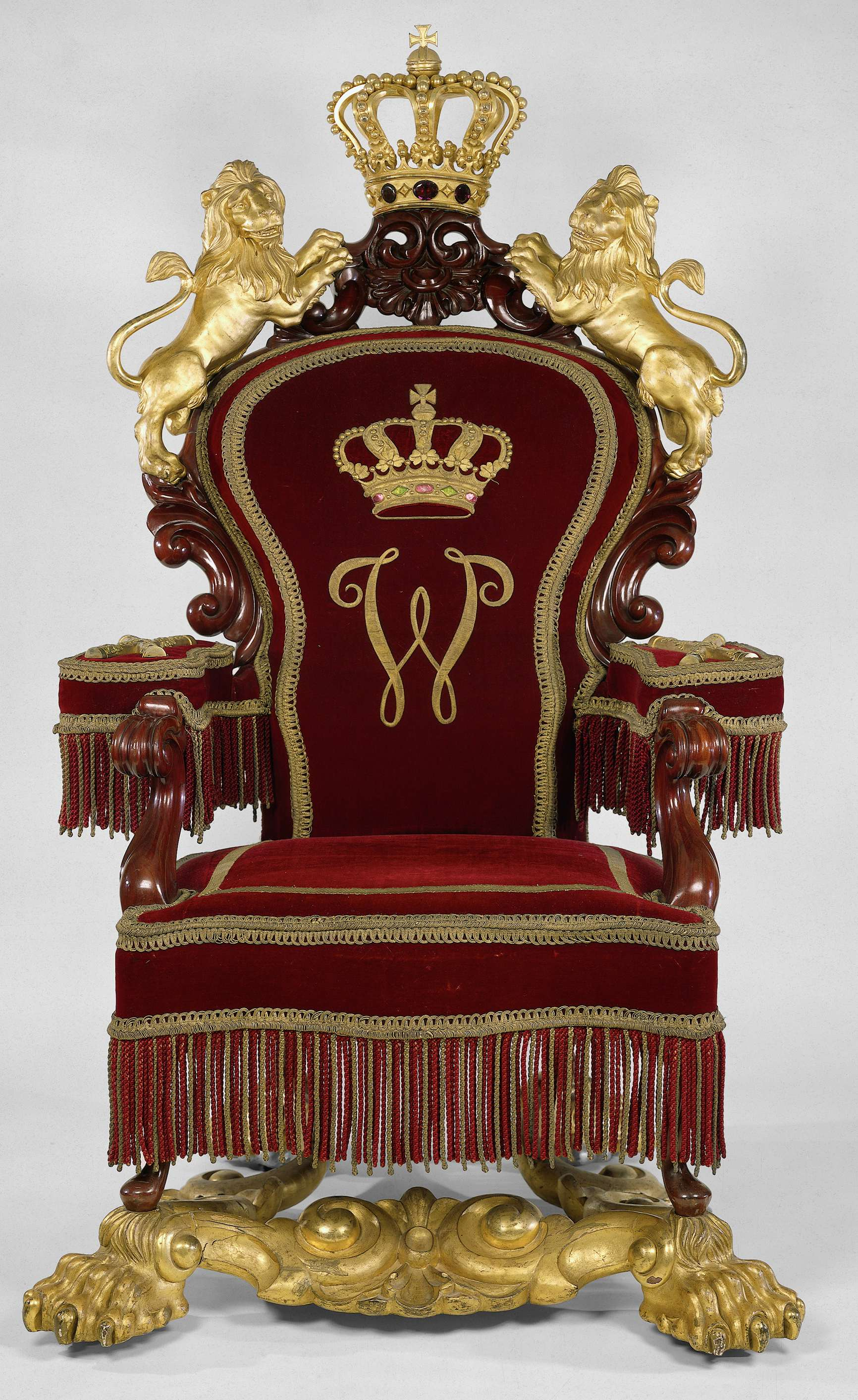
Il trono dei sovrani Guglielmo II, Guglielmo III e Guglielmina.

Nel 1867 si aprì una crisi per quanto riguardava il territorio olandese del Lussemburgo: Il Marchese di Moustier, Ministro degli Affari esteri di Napoleone III, cercò di trattare coi Paesi Bassi al fine di annettere il Granducato di Lussemburgo al Secondo Impero francese, comprandolo. Guglielmo fu favorevole alla firma di tali trattati ma si ritirò quando la Prussia si manifestò contraria. Tre anni dopo scoppierà poi la Guerra franco-prussiana, che porterà alla caduta di Napoleone III e l'istituzione della Terza Repubblica. La questione lussemburghese si risolse col Trattato di Londra, siglato l'11 maggio 1867, col quale si stabiliva la sovranità della Casa d'Orange-Nassau sul Granducato di Lussemburgo. Nello stesso periodo parte del Ducato di Limburgo fu annesso ai Paesi Bassi. Dopo la crisi del Lussemburgo, l'influenza nel Parlamento di Guglielmo III diminuì notevolmente .

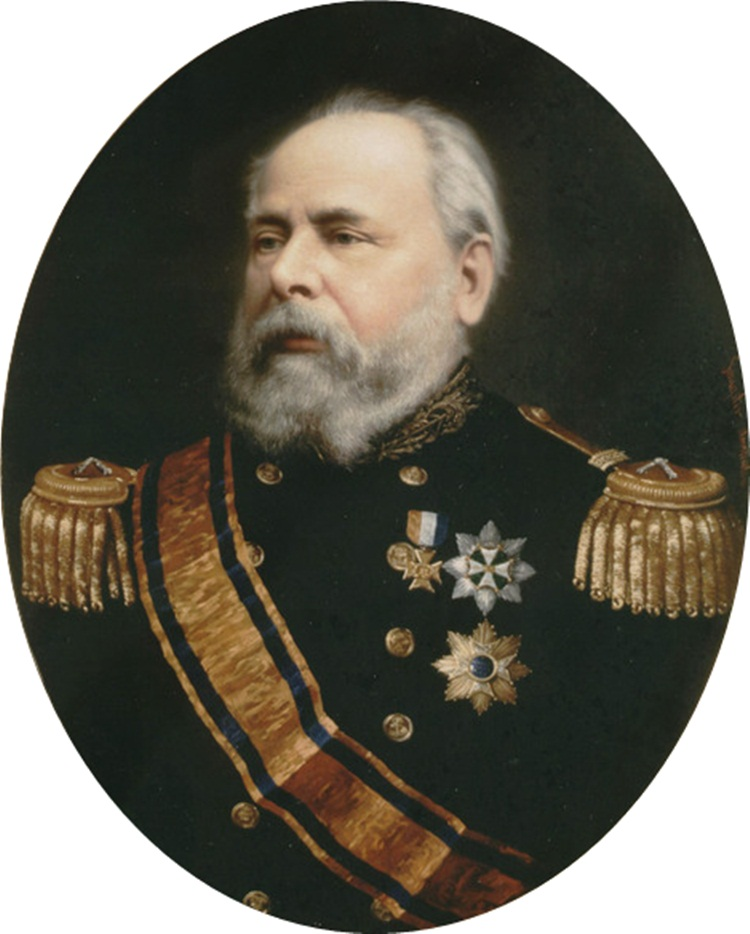
Guglielmo III negli ultimi anni.

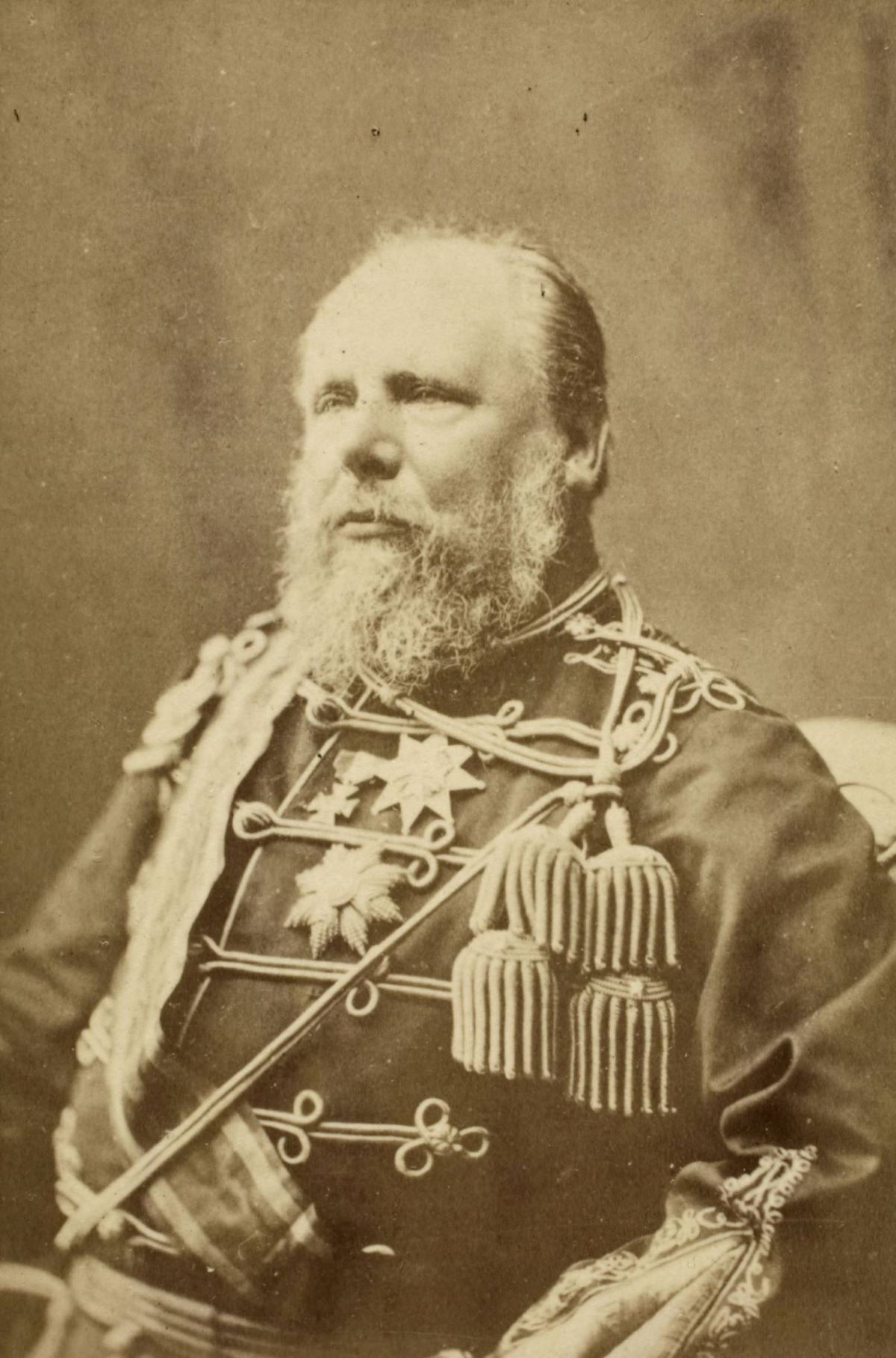
Ritratto fotografico di Guglielmo III dei Paesi Bassi, scattato nel 1874.

Poiché Guglielmo III era noto per essere un bruto e, secondo alcuni, si interessava solo di caccia, alcol e donne, era soprannominato a livello internazionale "Re Gorilla". Secondo i socialisti, Guglielmo III designò il suo popolo come "stupidi buoi, canaglia e feccia". Jan Meyers, biografo di Domela Nieuwenhuis, descrisse Guglielmo III come segue: "Guglielmo III era un uomo senza erudizione e senza fascino, un orso rozzo, incline a scatti d'ira anomali". Re Guglielmo non lasciò un'impronta chiara negli sviluppi nei Paesi Bassi. Sebbene avrebbe preferito più potenza, non utilizzò in modo ottimale quella che ancora aveva. Ciò che sapeva fare meglio era il suo atteggiamento durante i disastri naturali, come dopo l'alluvione del 1861, quando si comportò come un "padre" della nazione. L'ira del re aumentava con l'avanzare dell'età. Inoltre, la salute del monarca continuò a peggiorare a partire dall'ottobre 1888, rendendolo infine incapace di governare. Il suo stato mentale peggiorò e cominciò a firmare documenti con nomi papali inventati.
Guglielmo III comunque non era un uomo facile ed inoltre non ebbe buoni contatti con il figlio maggiore Guglielmo. La situazione raggiunse il culmine quando il figlio volle sposare la contessa Anna Matilde. Suo padre era dell'opinione che fosse assolutamente necessario sposare una principessa e non diede il permesso per il matrimonio e così il figlio partì quindi per Parigi, dove morì nel 1879, a soli trentotto anni, in circostanze poco chiare. A quel tempo era ancora vivo solo il figlio Alessandro, tuttavia, la sua salute era cagionevole fin dalla nascita e conduceva una vita ritirata. Alexander morì di tifo nel 1884 .

### Matrimoni

#### Nozze con Sofia di Württemberg

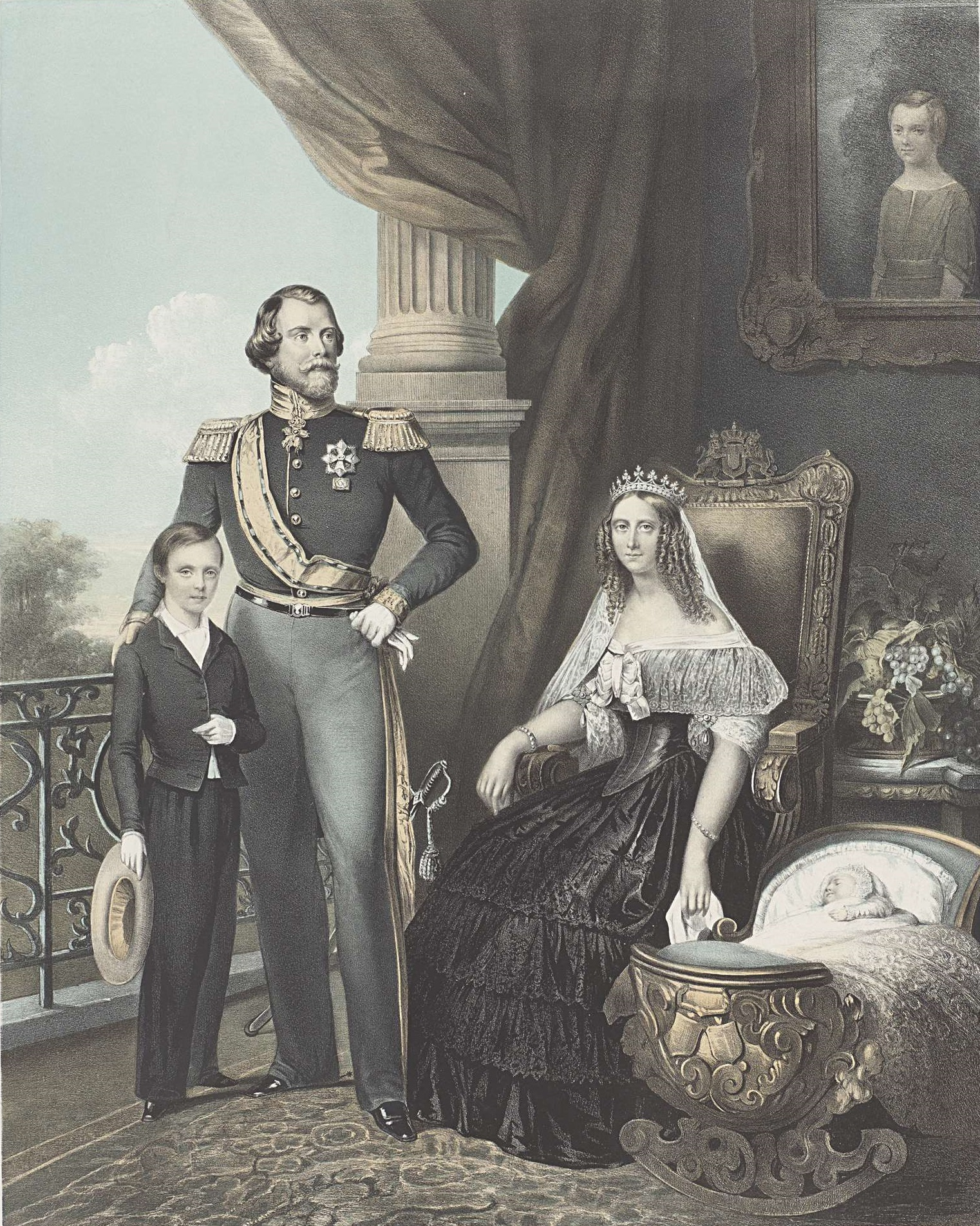
Guglielmo e Sofia, assieme ai figli.

Il 18 giugno 1839 Guglielmo sposò la principessa Sofia di Württemberg, sua prima cugina e figlia di Guglielmo I del Württemberg e di Ekaterina Pavlovna Romanova. Il matrimonio fu infelice, probabilmente a causa dell'infedeltà coniugale di Guglielmo. Il New York Times lo ha definito: "La figura più dissoluta del nostro tempo". Entrambi i due coniugi avevano un carattere piuttosto impulsivo e irascibile. La Regina era anche intellettualmente più avanzata e disprezzava il marito. Nel 1842 si lamentò con il suocero del marito, che l'avrebbe costretta a “…atti scandalosi che offendono la morale e la dignità di ogni donna” . Dopo dodici anni, i suoi suoceri tentarono di sciogliere il matrimonio ma tale tentativo fallì, ma comunque la coppia si separò . Nonostante ciò la coppia ebbe tre figli:
- Guglielmo (1840 - 1879)
- Maurizio (1843 - 1850)
- Alessandro (1851 - 1884)

#### Nozze con Emma di Waldeck e Pyrmont

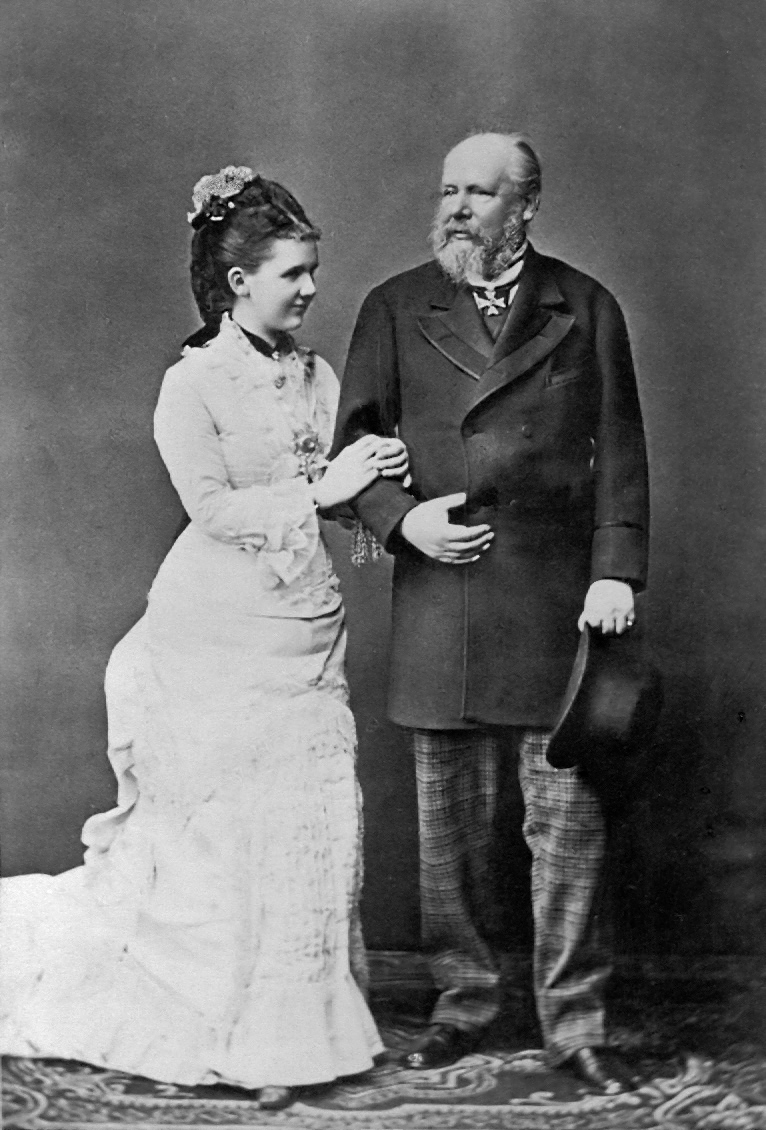
Guglielmo III e la regina Emma.

Nel 1877 la regina Sofia morì: re Guglielmo vide l'opportunità di convolare a nozze di nuovo e in questo caso con l'amante di allora, Leonora d'Ambre, cantante lirica parigina, che venne ribattezzata Contessa D'Ambroise e si insediò a Huize Welgelegen, presso Rijswijk. Tuttavia, il progetto matrimoniale incontrò la resistenza del governo e, dopo molta insistenza, Guglielmo alla fine cedette. Cominciò così la ricerca di una nuova Regina per i Paesi Bassi. La scelta cadde su la principessa Emma di Waldeck e Pyrmont, figlia di Giorgio Vittorio, Principe di Waldeck e Pyrmont e della moglie, Elena di Nassau. Guglielmo III, che aveva ben quarantuno anni in più di Emma, sposò la principessa tedesca il 12 gennaio 1879. La nuova moglie e Regina ebbe una buona influenza sul sovrano e migliorò la sua reputazione.
Il 31 agosto 1880 nacque l'unica figlia Guglielmina. Circolavano voci secondo cui il Guglielmo III non fosse il padre, poiché si diceva che non fosse più fertile a causa di un'infezione di sifilide contratta in età avanzata. Tuttavia non è mai stata fornita alcuna prova al riguardo. Le stesse voci attribuivano la paternità della principessa all'aiutante di campo del re, Sebastiaan Mattheus Sigismund de Ranitz. Dopo la morte del suo fragile fratellastro Alessandro nel 1879, Guglielmina divenne ufficialmente l'erede al trono . Guglielmo III e la regina Emma ebbero una sola figlia:
- Guglielmina (1880 - 1962)

### Morte

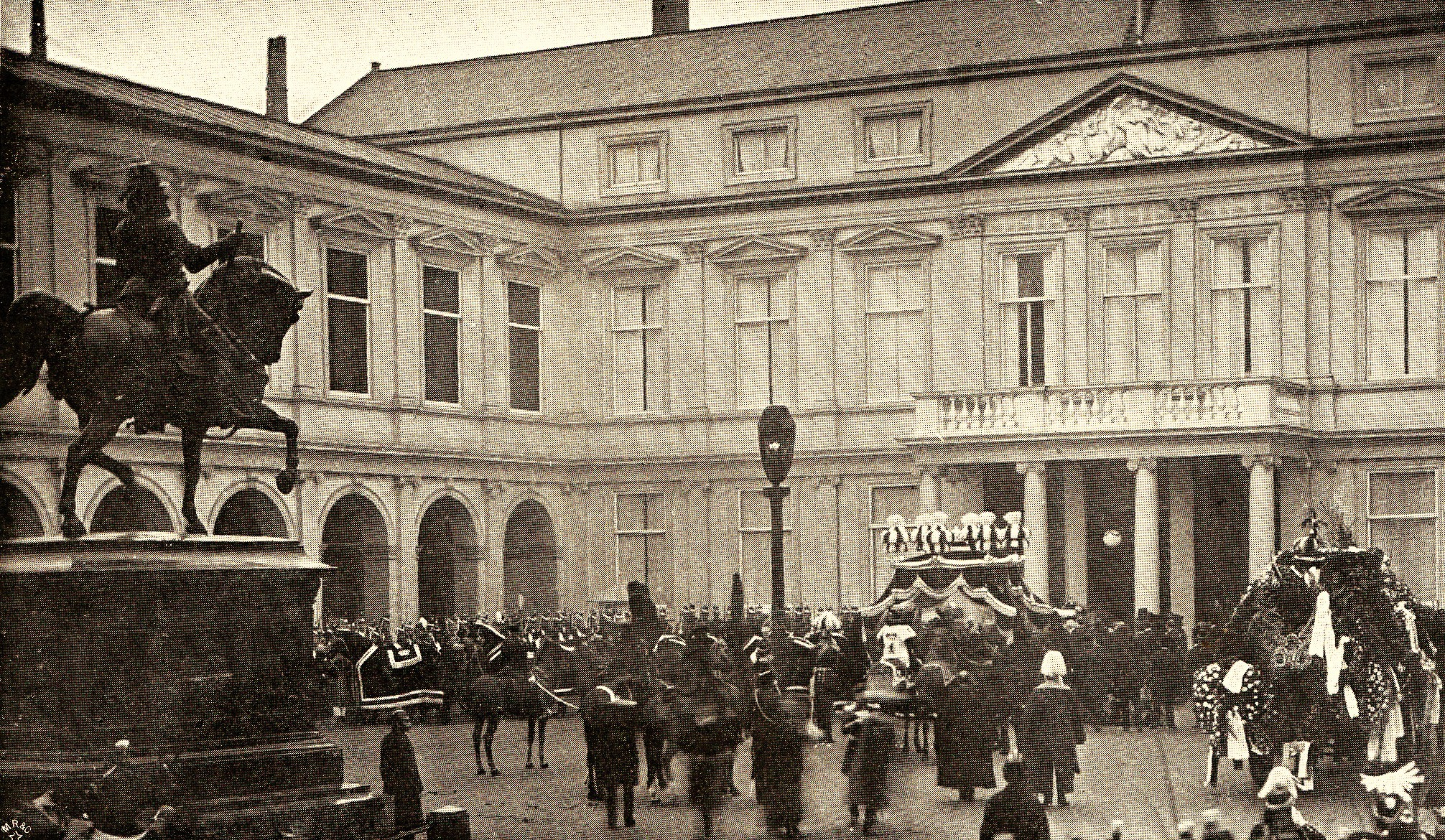
Funerali di Stato di Guglielmo III.

Si dice che negli ultimi anni Guglielmo III si diventato pazzo e che visse a Palazzo di Het Loo. Guglielmo III dei Paesi Bassi morì il 23 novembre 1890: la sua morte fece poca impressione, perché negli anni precedenti non si era reso molto popolare. Al momento della morte del sovrano, l'unico discendente in vita era l'ultima figlia Guglielmina la quale però aveva solo dieci anni, di conseguenza la madre, la regina Emma, assunse la Reggenza, detenuta dal 1890 al 1898, quando la piccola sovrana ascese al trono olandese ufficialmente. Grazie alla regina Emma, la popolarità della famiglia reale olandese sarebbe migliorata un po' negli anni successivi .
Dopo la sua morte la corona del Granducato di Lussemburgo non fu assunta dalla neo regina Guglielmina poiché il titolo granducale poteva essere ereditato soltanto tramite discendenza maschile, secondo la legge salica. A divenire Granduca fu Adolfo, ex Duca di Nassau, che governò fino al 1905.

## Matrimoni ed eredi
Guglielmo si sposò due volte.
Nel 1839 sposò la cugina Sofia Federica di Württemberg, figlia del re Guglielmo I di Württemberg e della granduchessa Ekaterina Pavlovna Romanova. Da questo matrimonio nacquero tre figli:
- Guglielmo (Guglielmo Nicola Alessandro Federico Carlo Enrico) (1840-1879), erede al trono dal 1849 fino alla morte;
- Maurizio (Guglielmo Federico Maurizio Alessandro Enrico Carlo) (1843-1850);
- Alessandro (Guglielmo Alessandro Carlo Enrico Federico) (1851-1884), erede al trono dal 1879 fino alla morte.

Nel 1879 sposò la principessa Emma di Waldeck e Pyrmont, dalla quale ebbe una figlia:
- Guglielmina (Guglielmina Elena Paolina Maria) (1880-1962), erede al trono dal 1884 al 1890 e regina dei Paesi Bassi dal 1890 al 1948.

## Ascendenza
|                               |                      |                                         | Genitori                                       |  |  | Nonni |  |  | Bisnonni                     |  |  | Trisnonni                     |  |
|                               |                      |                                         |                                                |  |  |       |  |  | Guglielmo V di Orange-Nassau |  |  | Guglielmo IV di Orange-Nassau |  |
|                               |                      |                                         |                                                |  |  |       |  |  | Guglielmo V di Orange-Nassau |  |  | Guglielmo IV di Orange-Nassau |  |
|                               |                      | Anna di Hannover                        |                                                |  |  |       |  |  | Guglielmo V di Orange-Nassau |  |  |                               |  |
| Guglielmo I dei Paesi Bassi   |                      |                                         |                                                |  |  |       |  |  | Guglielmo V di Orange-Nassau |  |  |                               |  |
|                               |                      | Guglielmina di Prussia                  | Augusto Guglielmo di Prussia                   |  |  |       |  |  |                              |  |  |                               |  |
|                               |                      | Guglielmina di Prussia                  | Augusto Guglielmo di Prussia                   |  |  |       |  |  |                              |  |  |                               |  |
|                               |                      | Guglielmina di Prussia                  | Luisa Amalia di Brunswick-Wolfenbüttel         |  |  |       |  |  |                              |  |  |                               |  |
| Guglielmo II dei Paesi Bassi  |                      | Guglielmina di Prussia                  |                                                |  |  |       |  |  |                              |  |  |                               |  |
|                               |                      | Federico Guglielmo II di Prussia        | Augusto Guglielmo di Prussia                   |  |  |       |  |  |                              |  |  |                               |  |
|                               |                      | Federico Guglielmo II di Prussia        | Augusto Guglielmo di Prussia                   |  |  |       |  |  |                              |  |  |                               |  |
|                               |                      | Federico Guglielmo II di Prussia        | Luisa Amalia di Brunswick-Wolfenbüttel         |  |  |       |  |  |                              |  |  |                               |  |
| Guglielmina di Prussia        |                      | Federico Guglielmo II di Prussia        |                                                |  |  |       |  |  |                              |  |  |                               |  |
|                               |                      | Federica Luisa d'Assia-Darmstadt        | Luigi IX d'Assia-Darmstadt                     |  |  |       |  |  |                              |  |  |                               |  |
|                               |                      | Federica Luisa d'Assia-Darmstadt        | Luigi IX d'Assia-Darmstadt                     |  |  |       |  |  |                              |  |  |                               |  |
|                               |                      | Federica Luisa d'Assia-Darmstadt        | Carolina del Palatinato-Zweibrücken-Birkenfeld |  |  |       |  |  |                              |  |  |                               |  |
| Guglielmo III dei Paesi Bassi |                      | Federica Luisa d'Assia-Darmstadt        |                                                |  |  |       |  |  |                              |  |  |                               |  |
|                               | Pietro III di Russia | Carlo Federico di Holstein-Gottorp      |                                                |  |  |       |  |  |                              |  |  |                               |  |
|                               | Pietro III di Russia | Carlo Federico di Holstein-Gottorp      |                                                |  |  |       |  |  |                              |  |  |                               |  |
|                               | Pietro III di Russia | Anna Petrovna Romanova                  |                                                |  |  |       |  |  |                              |  |  |                               |  |
| Paolo I di Russia             | Pietro III di Russia |                                         |                                                |  |  |       |  |  |                              |  |  |                               |  |
|                               |                      | Caterina II di Russia                   | Cristiano Augusto di Anhalt-Zerbst             |  |  |       |  |  |                              |  |  |                               |  |
|                               |                      | Caterina II di Russia                   | Cristiano Augusto di Anhalt-Zerbst             |  |  |       |  |  |                              |  |  |                               |  |
|                               |                      | Caterina II di Russia                   | Giovanna di Holstein-Gottorp                   |  |  |       |  |  |                              |  |  |                               |  |
| Anna Pavlovna Romanova        |                      | Caterina II di Russia                   |                                                |  |  |       |  |  |                              |  |  |                               |  |
|                               |                      | Federico II Eugenio di Württemberg      | Carlo I Alessandro di Württemberg              |  |  |       |  |  |                              |  |  |                               |  |
|                               |                      | Federico II Eugenio di Württemberg      | Carlo I Alessandro di Württemberg              |  |  |       |  |  |                              |  |  |                               |  |
|                               |                      | Federico II Eugenio di Württemberg      | Maria Augusta di Thurn und Taxis               |  |  |       |  |  |                              |  |  |                               |  |
| Sofia Dorotea di Württemberg  |                      | Federico II Eugenio di Württemberg      |                                                |  |  |       |  |  |                              |  |  |                               |  |
|                               |                      | Federica Dorotea di Brandeburgo-Schwedt | Federico Guglielmo di Brandeburgo-Schwedt      |  |  |       |  |  |                              |  |  |                               |  |
|                               |                      | Federica Dorotea di Brandeburgo-Schwedt | Federico Guglielmo di Brandeburgo-Schwedt      |  |  |       |  |  |                              |  |  |                               |  |
|                               |                      | Federica Dorotea di Brandeburgo-Schwedt | Sofia Dorotea di Prussia                       |  |  |       |  |  |                              |  |  |                               |  |
|                               |                      | Federica Dorotea di Brandeburgo-Schwedt |                                                |  |  |       |  |  |                              |  |  |                               |  |